# Sinano (repülőgép-hordozó)
A Sinano (信濃) egy japán Jamato osztályú csatahajóból repülőgép-hordozóvá átépített hadihajó volt a Császári Japán Haditengerészet kötelékében.

## Felépítése
A 110-es számot viselő, utóbb Sinano névre keresztelt hajó építését 1940. május 4-én kezdték el a haditengerészet jokoszukai szárazdokkjában, mely ekkor még maga is építés alatt állt. A kimondottan a leendő csatahajó kedvéért a közelben épülő új acélgyár szintén nem volt még kész erre az időpontra, így aztán a hajó építése két testvérhajójához képest viszonylag lassan haladt csak előre.
A Sinano az előző két egység némileg módosított változata lett volna. A japán tervezők úgy gondolták, kissé túlméretezték a csatahajók páncélvastagságát, ezért a Sinanón azt mindenhol 10–20 mm-rel csökkentették volna. Az így felszabaduló súlyt a vízvonal alatti részek, elsősorban a hajófenék védelmének erősítésére szándékoztak fordítani. A hajón a 127 mm-es légvédelmi ágyúkat az új 100 mm-esekre cserélték volna, melyek kisebb kaliberük ellenére sokkal nagyobb harcértékkel bírtak, mint elődeik.
A háború kitörése azonban még jobban lelassította a munkálatokat, melyeket ekkor már csak azért folytattak tovább, hogy a hajótestet vízre bocsátható állapotba hozzák, s így felszabadíthassák az értékes dokkot.
A midwayi csata után azonban a Sinano félkész hajóteste ismét felértékelődött a flottavezetés szemében. A 45%-ban kész hajó kiváló alapanyagnak tűnt ahhoz, hogy repülőgép-hordozóvá alakítsák át, mint korábban az Akagit és a Kagát. Az átalakításhoz a szintén ekkoriban épülő Taihó általános elrendezését vették mintának. A páncélvastagságot természetesen jelentősen csökkentették, az övnél 160 mm-re, a főfedélzeten pedig 100 mm-re. (A fedélzet enyhén lefelé hajló szélein maradt csak meg a 230 mm vastagság.) A repülőfedélzet 75+20 mm vastag páncélzatot kapott, mely a számítások szerint az 500 kg-os bombáknak is ellent tudott állni.
A gépi berendezés ugyanaz maradt, mint az eredetileg tervezett, és mint amelyet az előző két csatahajón is használtak, ám a nagyobb üzemanyagkészletet vihetett magával.
Hogy a repülőgépek különösen robbanékony üzemanyagkészletét biztonságosan tárolják, a hatalmas tartályokat betonfallal vették körbe. Összesen 2 400 tonna cementet használtak fel a tartályok körbebetonozására. A tűzvédelemre, az addigi harcok során szerzett tapasztalatokból okulva, egyébként is igen nagy figyelmet fordítottak. A hajóra a korábbiaknál sokkal jobb szellőzőrendszert építettek be – megakadályozandó a benzingőzök felgyülemlését – és új tűzoltó berendezésekkel szerelték fel az egyszintű hangárfedélzetet.
A többi japán repülőgép-hordozóéhoz képest hatalmas parancsnoki híd is a Taihó mintájára készült. Az itt elhelyezett kéményt, hogy a füst ne zavarja a repülőfedélzeten zajló munkákat, 26 fokban kifelé döntötték.
A Sinano légvédelmi fegyverzetének gerincét a szokásos módon, a fedélzet szélein beépített erkélyeken elhelyezett 16 (8x2) darab 127 mm-es légvédelmi ágyú jelentette, és ugyanígy került elhelyezésre az összesen 105 darab (35 darab háromcsövű) 25 mm-es légvédelmi gépágyú is. Ezen felül beépítésre került volna még 40 darab egycsövű gépágyú, és 12 darab 28 csövű, 127 mm-es légvédelmi rakétavető is.
A hatalmas hajó a tervek szerint meglehetősen kevés repülőgépet, a tervek szerint csupán 20 vadász és 20 bombázó, valamint hét felderítőgépet szállított volna. Ennek nyilván a hajó tervezett felhasználási módja lehet az oka. A Sinano ugyanis ránézésre teljesen szabályos repülőgép-hordozónak tűnik, pedig valójában nem volt az. A japán parancsnokság elképzelései szerint ugyanis a Sinano ütközetben a repülőgép-hordozók mögött haladt volna, az ellenséges légierő hatótávolságán kívül, és elsődleges feladata az lett volna, hogy a harcokban megsérült gépeket fogadja és kijavítsa, illetve, hogy saját tartalékaiból – 139 darab szétszerelt repülőgép a raktárakban – pótolja a harcoló hajók veszteségeit.

## Története
Az új hordozó átadását eredetileg 1945 áprilisára tervezték, azonban ahogy a háborús helyzet egyre romlott, úgy siettették egyre jobban a munkálatokat. Ez persze azzal járt, hogy a gyári munkások a szokásosnál jóval gyengébb minőségű munkát végeztek.
A hajógyár végül 1944. november 19-én adta át a Sinanót a haditengerészetnek. A hajó még nem volt teljesen kész, négy kazánja még nem működött, többségükben nem voltak felszerelve a vízzáró válaszfalak ajtói és egyéb nyílászárói, és csak részben működött a tűzoltó- és a szivattyúrendszer is.
A repülőgép-hordozó felszerelését a haditengerészet Kuréban akarta befejezni, ezért miután a hajót ellátták a legszükségesebb készletekkel, a teljesen még el sem készült Sinano november 28-án kifutott a tengerre.
Az anyahajó ideiglenes jelleggel megbízott parancsnoka, Abe Tosio sorhajókapitány volt. A japánok úgy gondolták, nagyobb biztonságban lesznek, ha éjszaka hagyják el a Tokiói-öblöt, ezért a hajó délután hat órakor futott csak ki.
Ez alkalommal is úgy tűnik tehát, hogy a japánok egész egyszerűen nem voltak képesek felfogni a radar jelentőségét és az általa nyújtott lehetőségeket. A Tokiói-öböl bejárata előtt járőröző amerikai USS Archer-Fish tengeralattjáró számára ugyanis a sötétség egyáltalán nem jelentett problémát, s kiváló radarjának köszönhetően este is jól látott. Nem sokkal kilenc óra előtt vették észre a három romboló kíséretében kifutó hatalmas hajót, és azonnal üldözőbe vették azt. 1944. november 29-én, hajnali negyed négy körül, az USS Archer-Fish mind a hat torpedóját kilőtte a hatalmas célpontra. Négy torpedó talált, a hajó jobb oldalán. A válaszfalak szegecselése a rossz minőségű hajógyári munkának köszönhetően, a szokásosnál is gyengébb volt, s a találatok helyén szétnyíltak a lemezek. Hatalmas vízbetörések keletkeztek, melyek rövid idő alatt elárasztották a jobb oldali gép- és kazánházakat, s jóformán akadály nélkül tovább terjedtek a hajó belsejében.
Hiányos válaszfalai, üzemképtelen szivattyúi ellenére a Sinanónak mégsem lett volna szabad négy torpedótalálattól elsüllyednie. Azonban a hajó legénysége és parancsnoka tehetetlensége, hozzá nem értése végül a hajó pusztulásához vezetett.
A hajóba jutó vízmennyiség következtében a dőlés egyre fokozódott, s hat óra után leálltak a hajó gépei is. A Sinano ekkor már nyilvánvalóan menthetetlen volt, s nyolc óra körül a legénység, anélkül, hogy parancsot kapott volna rá, megkezdte a hajó elhagyását. Utolsó kísérletként a kísérőrombolók megpróbálták vontatóba venni az anyahajót, hogy partra futtassák, azonban a kis rombolók meg sem bírták mozdítani az anyahajó hatalmas tömegét. 10.18-kor a dőlés elérte a 30 fokot, és Abe végre hivatalosan is kiadta a parancsot a hajó elhagyására. Pár perccel 11 óra előtt aztán a Sinano felborult, és elsüllyedt (é. sz. 32° 00′, k. h. 137° 00′32.000000°N 137.000000°E).
A hajóval együtt merült el annak parancsnoka, Abe kapitány is, és rajta kívül még mintegy 1400 tengerész és hajógyári munkás. Ez érthetetlenül magas szám, hiszen a legénység órákkal a süllyedés előtt megkezdte a hajó elhagyását, és a mentést semmi nem zavarta.

## Fordítás
- Ez a szócikk részben vagy egészben  a   Japanese aircraft carrier Shinano című angol Wikipédia-szócikk fordításán alapul.  Az eredeti cikk szerkesztőit annak laptörténete sorolja fel. Ez a jelzés csupán a megfogalmazás eredetét és a szerzői jogokat jelzi, nem szolgál a cikkben szereplő információk forrásmegjelöléseként.